# Serpopardo

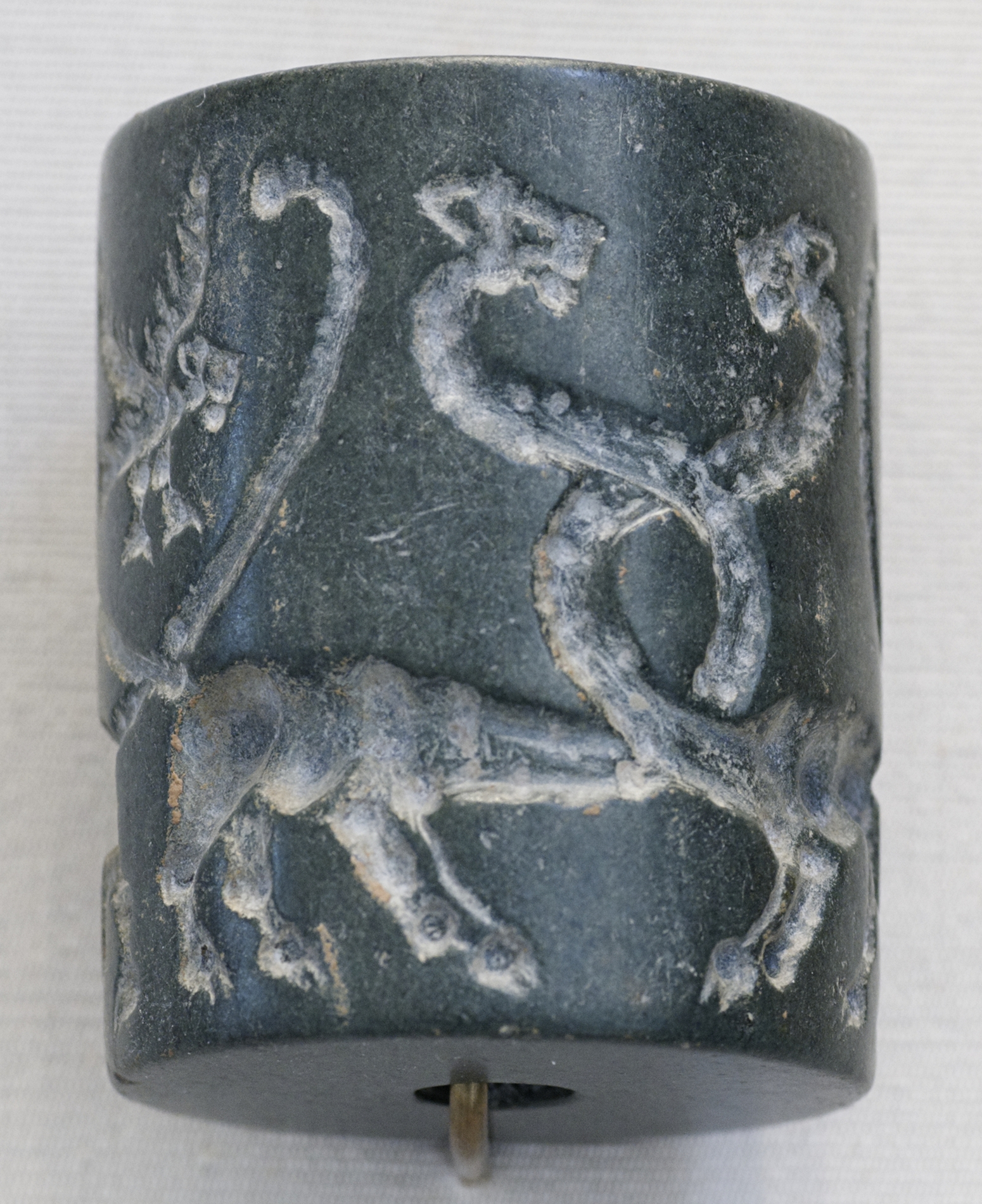
Selo de Uruque com serpopardos

Serpopardo é um termo moderno utilizado pelos estudiosos para designar um animal mítico da arte da Mesopotâmia e Antigo Egito. Em suas reproduções é parte serpente, parte leopardo, e é possível que tenha sido criado em alusão às girafas, a restos fósseis de girafas erroneamente interpretados ou é inteiramente mítico. Se originou como um motivo da arte suméria e foi introduzido no Egito durante Nacada II (3500–3200 a.C.). Aparecem na arte em pares simétricos que se entreolham e cruzam os pescoços como na Paleta de Narmer do Museu Egípcio do Cairo e a paleta dos dois cachorros do Museu Ashmolean de Oxônia.